# Tannu Uriankhai
 (décembre 2016).
Si vous disposez d'ouvrages ou d'articles de référence ou si vous connaissez des sites web de qualité traitant du thème abordé ici, merci de compléter l'article en donnant les références utiles à sa vérifiabilité et en les liant à la section « Notes et références ».

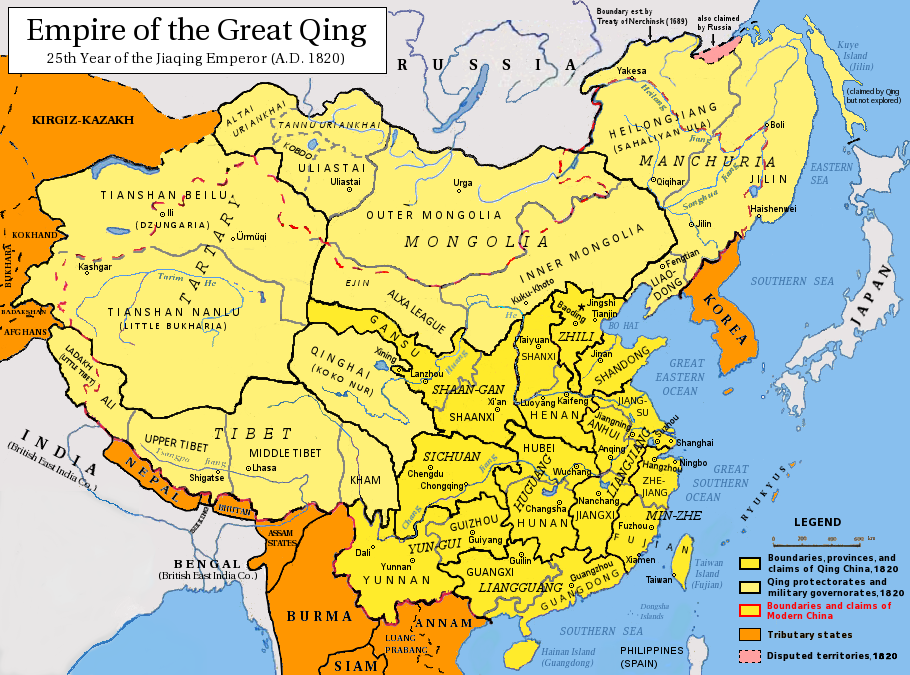
Empire Qing en 1820 avec le Tannu Uriankhai au Nord

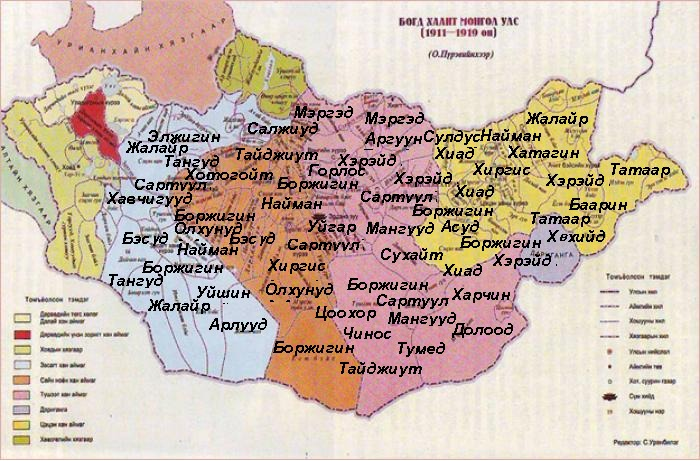
Tannu Uriankhai au Nord-Ouest de la Mongolie-Extérieure en 1917

Drapeau du kraï d'Uriankhai, de 1914 à 1921

Le Tannu Uriankhai (en jaune) se situe au nord-Ouest de la Mongolie-Extérieure (en orange). Il est administré par la Russie et est revendiqué par la république de Chine actuellement basée à Taïwan.

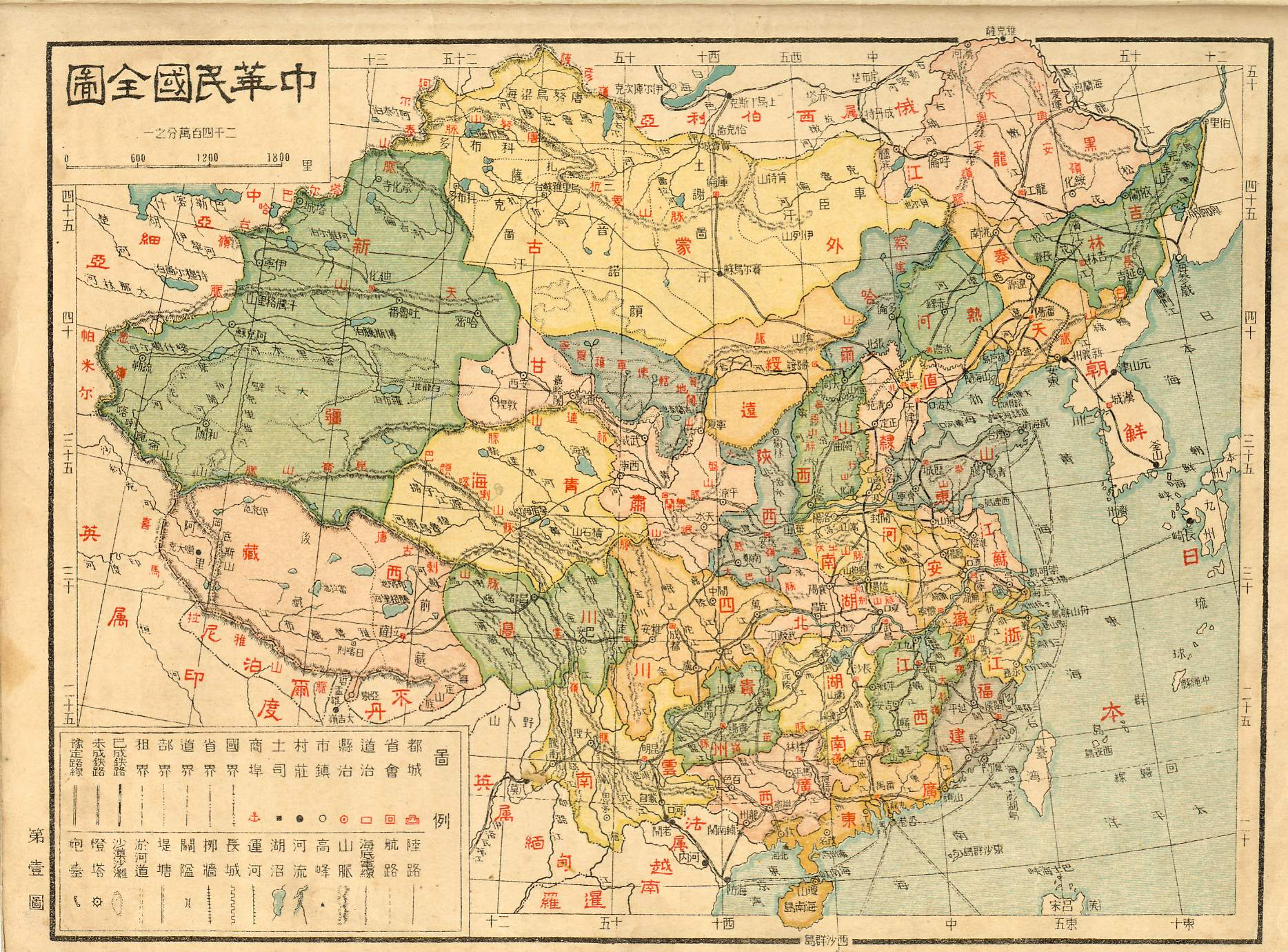
Carte de la république de Chine de 1926, incluant la région de Tannu Uriankhai, alors écrit de droite à gauche (海梁烏努唐) est représentée dans la subdivision de Mongolie-Extérieure écrit de droite à gauche (古蒙外)

Le Tannu Uriankhai (touvain : Таңды Урянхай ; chinois simplifié : 唐努乌梁海 ; chinois traditionnel : 唐努烏梁海 ; pinyin : tángnǔ wūliánghǎi) est une région historique dont les frontières correspondent approximativement à celles de l'actuelle république de Touva, elle fut une région autonome située en Mongolie-Extérieure, sous la dynastie Qing, et devint une république autonome de la fédération de Russie. Tannu Uriankhai a fait partie, en 1926 de la Mongolie extérieure.
Uriankhai (mongol : ᠤᠷᠢᠶᠠᠩᠬᠠᠶ, VPMC : uriyangqay, cyrillique : Урианхай, MNS : urliankhai), terme d'origine mongole, est une ancienne appellation des Touvains.

## Histoire
La région est sous le contrôle de différents khanats turcs au premier millénaire de notre ère.
Elle est intégrée à l'Empire mongol, lors de son expansion, puis à la dynastie Yuan, dynastie mongole contrôlant l'ensemble de la Chine.
Lorsque les Hans, de la dynastie Ming prennent le contrôle de la majorité de la Chine avec la prise de Dadu (Pékin) en 1388, les Mongols ont un territoire limité à ce que l'on appelle la dynastie Yuan du Nord (1368~1388 à 1635).
À partir de 1649, le régime mandchou de la dynastie Qing, divise la Mongolie-Extérieure, sous le régime des ligues et bannières, ces divisions ont toujours lieu dans la république de Touva, sous le nom touvain de kojuun (bannière).
Le khanat dzoungar (vers 1634 à 1756), est établi, désireux d'unifier les Oïrats, à l'ouest de l'Empire, sa capitale est au Nord de l'actuel Xinjiang. Tannu Uriankhai y est intégré au XVIIe siècle, au sein de khanat khotgoid (ou Qotgoid Qanat), contrôlé par les Qotogoïds.
Les Dzoungars, sous le règne de Galdan Boshugtu Khan envahissent le Tibet, alors contrôlé par les Mongols qoshots, proches des Qing, puis la Mongolie-Extérieure et se font repousser hors de celle-ci par les Mandchous, sous le règne de Kangxi, lors de la bataille d'Oulan Boutoung, le 3 septembre 1690, en Mongolie-Intérieure.
En 1726 l'Empereur mandchou Yongzheng de la dynastie Qing envoie le Khan mongol Buuvei Beise accompagner un amban informer les habitants de la région des édits Qing.
À la chute de la dynastie Qing en 1911, lors de la révolution Xinhai, la Mongolie extérieure suit le mouvement d'indépendance par rapport au pouvoir mandchou de la dynastie Qing initié par le soulèvement de Wuchang et l'indépendance de la province centrale du Hubei le 10 octobre.
Sous l'Empire russe, il devient le kraï d'Uriankhai (russe : Урянхайский край), de 1914 à 1921.
À la suite de la révolution d'Octobre, en 1917, le territoire de Touva est occupé de juillet 1918 à juillet 1919 par les troupes tsaristes de l'amiral Koltchak, la région tombe progressivement sous l'influence de la Russie.
En 1921 est créée la république populaire de Tannou-Touva, incorporée à l'Union des républiques socialistes soviétiques en 1944.
La république de Chine, basée à Taïwan depuis 1949, n'a toujours pas renoncé officiellement à sa souveraineté sur ce territoire. Tandis que la république populaire de Chine, en Chine continentale  reconnaît la souveraineté à la fédération de Russie.